# Astronomia islamica

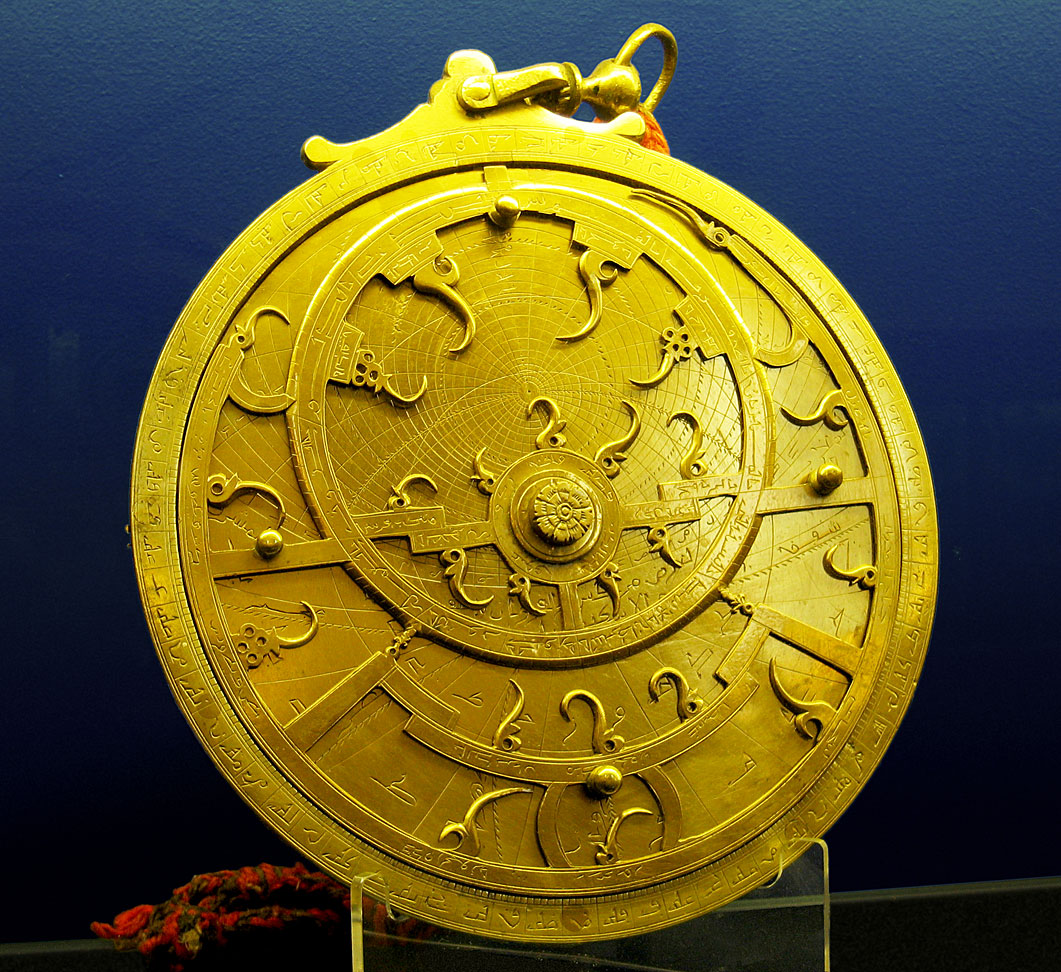
Un astrolabio persiano del XVIII secolo, conservato presso il Museo Whipple di Storia della Scienza a Cambridge, Inghilterra.

Nella storia dell'astronomia, l'astronomia islamica, o astronomia araba, è il complesso delle scienze astronomiche sviluppatesi in seno al mondo islamico, particolarmente durante l'età d'oro islamica (VIII-XIII secolo), le cui conoscenze sono state tramandate utilizzando principalmente la lingua araba. Questo sviluppo è avvenuto soprattutto nel Medio Oriente, in Asia centrale, in al-Andalus, in Nord Africa e, successivamente, in Cina e India.
Questo sviluppo ha accompagnato quello delle altre scienze islamiche, che hanno assimilato materiali stranieri, integrando elementi anche disparati in un nuovo complesso con caratteristiche islamiche: tra questi vi erano, in particolare, i lavori dell'astronomia sasanide, dell'astronomia greco-ellenistica e dell'astronomia indiana, che furono tradotti e sviluppati.
A sua volta, l'astronomia islamica ha avuto una significativa influenza su quella indiana, su quella bizantina, e sull'astronomia medievale europea, così come su quella cinese.
Un buon numero di stelle nel cielo, come Aldebaran e Altair, e termini astronomici quali alidada, azimut e almucantarat, attualmente utilizzati, rivelano la loro origine araba. Sopravvive oggi un vasto corpus di letteratura astronomica islamica, composto da circa 10.000 manoscritti sparsi in tutto il mondo, molti dei quali non sono stati ancora letti o catalogati.

## Storia
L'islam ha influenzato l'astronomia direttamente e indirettamente. Il maggior impulso al fiorire dell'astronomia islamica provenne dalle osservazioni religiose, che hanno posto una varietà di problemi di matematica astronomica, specificamente di geometria sferica.
Nel VII secolo, sia i cristiani che gli ebrei osservavano festività, come la Pasqua e Pesach, che dovevano essere determinate per via astronomica, in base alle fasi lunari. Entrambe le comunità si confrontarono con il fatto che la durata in 29,5 giorni del mese lunare non è commensurabile con i 365 giorni dell'anno solare. Per risolvere il problema, cristiani ed ebrei adottarono uno schema basato sulla scoperta del 430 a.C. da parte di Metone di Atene. Nel Ciclo metonico di diciannove anni solari vi sono 12 anni da 12 mesi lunari e 7 anni di 13 mesi lunari. L'inserimento periodico del tredicesimo mese lunare mantiene le date del calendario al passo con le stagioni.
D'altro canto, gli astronomi usarono gli insegnamenti di Tolomeo per calcolare la posizione della Luna e delle stelle. Il metodo usato da Tolomeo per risolvere il triangolo sferico era un procedimento poco pratico concepito da Menelao di Alessandria nel tardo I secolo, che richiedeva la costruzione di due triangoli rettangoli. Usando il teorema di Menelao era possibile risolvere uno dei sei lati, ma solo se erano noti gli altri cinque. Per determinare il tempo astronomico dall'altezza del Sole, ad esempio, erano richieste ripetute applicazioni del teorema di Menelao. Per gli astronomi islamici medievali, si presentò come sfida naturale il trovare un metodo trigonometrico più semplice.
L'Islam raccomandava ai musulmani di trovare il modo di usare le stelle. Il Corano dice: "Ed è Lui che consacrò le stelle a voi affinché voi, in questo modo, poteste essere guidati nell'oscurità della terra e del mare."
Sulla base di questo precetto, i musulmani iniziarono a sviluppare migliori strumenti di osservazione e per la navigazione astronomica, tanto che oggi molte stelle utilizzate per la navigazione portano nomi arabi.
Dallal Ahmad osserva che, a differenza dei Babilonesi, dei Greci e degli Indiani, che avevano sviluppato elaborati sistemi di studi astronomici basati sulla matematica, gli Arabi preislamici si basavano soltanto su osservazioni empiriche. Queste osservazioni si basavano sul sorgere e tramontare di alcune stelle, e questa area di studi astronomici era conosciuta come "anwa". Questa continuò ad essere sviluppata dopo l'islamizzazione da parte degli arabi, laddove gli astronomi islamici aggiunsero metodi matematici alle loro osservazioni empiriche. Secondo David King, dopo l'avvento dell'Islam, l'obbligo religioso di definire la qibla e l'ora di assolvimento delle preghiere canoniche fece aumentare i progressi in astronomia.
Hill (1993) ha diviso l'astronomia islamica nei quattro seguenti distinti periodi:

### 700-825
Il periodo di assimilazione e di sincretismo delle precedenti astronomie ellenistica, indiana, e sasanide.
Durante questo periodo molti testi indiani e persiani vennero tradotti in arabo. Il più notevole di essi fu il Zīj al-Sindhind, tradotto da Muḥammad b. Ibrāhīm al-Fazārī e Yaʿqūb b. Ṭāriq nel 777. Il testo fu tradotto dopo che un astronomo indiano aveva visitato la corte del califfo abbaside al-Manṣūr nel 770. Un altro testo tradotto è stato lo Zīj al-Shāh, una raccolta di tavole astronomiche compilate nella Persia preislamica per oltre due secoli.

Frammenti di testo di questo periodo indicano che il mondo islamico aveva adottato la funzione del seno (ereditata dall'India) al posto delle corde d’arco, utilizzate nella trigonometria greca.
Vari studiosi indicano l'VIII secolo come il periodo in cui cominciarono ad operare a Baṣra (Bassora) gli Ikhwān al-Ṣafāʾ.

### 825-1025

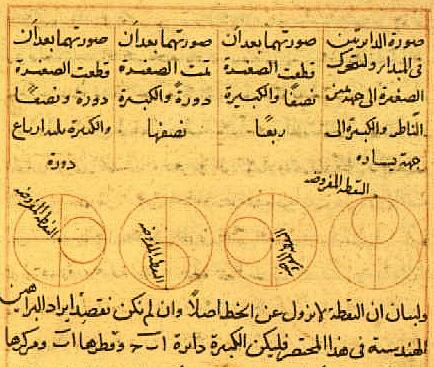
La coppia di Tusi è un dispositivo matematico inventato da Nasir al-Din al-Tusi, nel quale un cerchio ruota all'interno di un altro cerchio dal diametro doppio del primo. Le rotazioni dei cerchi forzano un punto sulla circonferenza del cerchio più piccolo ad oscillare avanti e indietro con moto lineare lungo un diametro del cerchio più grande.

Questo periodo di indagini rigorose, nel quale la superiorità del sistema tolemaico dell'astronomia venne accettata e importanti contributi furono apportati ad esso. La ricerca astronomica ebbe un notevole sostegno da parte del califfo abbaside al-Maʾmūn. Baghdad e Damasco divennero i centri di tale attività. I califfi non solo sostenevano questo lavoro finanziariamente, ma lo dotavano di lustro.
Il primo lavoro importante di astronomia fu lo Zīj al-Sindh, di al-Khwārizmī nell'830. L'opera contiene le tabelle dei movimenti del Sole, della Luna e dei cinque pianeti conosciuti a quel tempo. Il lavoro è significativo in quanto introdusse i concetti tolemaici nelle scienze islamiche. Questo lavoro segna anche il punto di svolta per l'astronomia islamica. Fino ad allora, gli astronomi musulmani avevano adottato un approccio prevalentemente di ricerca, traducendo le opere degli altri e apprendendo conoscenze già scoperte. Il lavoro di al-Khwārizmī segnò l'inizio di studio e di calcoli con metodi non tradizionali.
Nell'850, al-Farghānī scrisse il Kitāb jawāmiʿ ʿilm al-nujūm wa l-ḥarakāt al-samāwiyya (arabo كتاب جوامع علم النجوم والحركات السماوية, che significa "Libro delle nozioni generali riguardanti l'astronomia e i movimenti celesti"). Il libro riproponeva soprattutto una sintesi della cosmografia tolemaica, tuttavia corresse anche Tolomeo sulla base dei risultati di precedenti astronomi arabi. Al-Farghānī calcolò nuovi valori per l'obliquità dell'eclittica, per il movimento di precessione degli apogei del Sole e della Luna, e per la circonferenza della terra. Il libro ebbe ampia diffusione nel mondo musulmano e fu anche tradotto in latino.

### 1025-1450

Un'illustrazione, da opere di astronomia di al-Biruni, spiega le diverse fasi lunari.

Il periodo in cui fiorì un sistema astronomico islamico distinto. Il periodo ebbe inizio quando gli astronomi musulmani cominciarono a porsi interrogativi sul sistema astronomico di Tolomeo. Pur con alcune perplessità, tuttavia, rimasero nell'ambito dell'astronomia geocentrica e si adeguarono al paradigma di Tolomeo; uno storico descrisse il loro lavoro come "un progetto riformista destinato a consolidare l'astronomia tolemaica allineandola ai propri principi."
Nel 1070, Abū ʿUbayd al-Jūzjānī pubblicò il Tarkīb al-aflāk. Nel suo lavoro, accennò al cosiddetto problema "equante" del modello tolemaico, del quale al-Jūzjānī propose una soluzione. In al-Andalus, l'opera anonima al-Istadrak ʿalā Batlamyūs (che significa "Sintesi su Tolomeo") introdusse una serie di obiezioni all'astronomia tolemaica.
L'opera più importante, tuttavia, è stata l'al-Shukūk ʿalā Batlamyūs (che significa "Dubbi su Tolomeo"). In essa, l'autore riassume le incongruenze del modello tolemaico. Molti astronomi hanno raccolto la sfida lanciata da questa opera, vale a dire sviluppare modelli alternativi che possano evitare simili errori. Tra gli astronomi più importanti si segnalano: Muʾayyad al-Dīn al-ʿUrḍī (ca. 1266), Naṣīr al-Dīn al-Ṭūsī (1201-1274), Quṭb al-Dīn al-Shīrāzī (ca. 1311), alā-Hwkabar (ca 1306), Ṣadr al-Sharīʿa al-Bukhārī (ca. 1347), Ibn al-Shatir (ca. 1375), al-Khamoji (circa 1420) e ʿAlī al-Qushjī (ca. 1474).

### 1450-1900
Il periodo di stagnazione, quando il sistema astronomico tradizionale continuò ad essere praticato con entusiasmo, ma con meno innovazioni significative.
Oggi rimane un vasto corpus di letteratura astronomica islamica, potendo contare su circa 10.000 volumi manoscritti sparsi in tutto il mondo. Gran parte di questa letteratura non è stata nemmeno catalogata. Anche così, un quadro abbastanza preciso delle attività islamiche in campo astronomico può essere ricostruito.

## Osservatòri

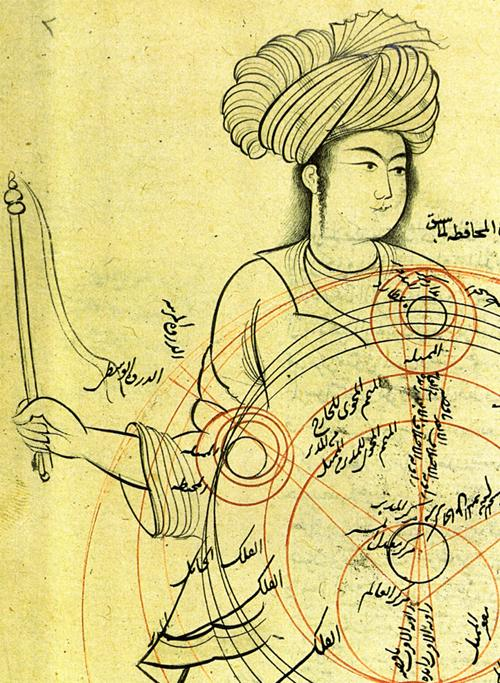
Manoscritto medievale di Qotb al-Din Shirazi raffigurante un modello planetario epicicloidale.

Si dice che le prime osservazioni sistematiche in Islam abbiano avuto luogo con il patrocinio del califfo abbaside al-Maʾmūn. Qui, e in molti altri osservatori privati da Damasco a Baghdad, gradi di meridiani furono misurati, caratteristiche solari furono definite, e osservazioni dettagliate del Sole, della Luna e dei pianeti furono avviate.
Nel X secolo, la dinastia dei Buwayhidi incoraggiò lo sviluppo di grandi lavori in astronomia, come la costruzione di uno strumento di grandi dimensioni con il quale vennero effettuate delle osservazioni nell'anno 950. Di ciò si è a conoscenza dalle annotazioni lasciate nello zīj di astronomi come Ibn al-ʿAlam. Il grande astronomo ʿAbd al-Raḥmān al-Sūfi venne patrocinato dal principe ʿAḍud al-Dawla, che revisionò sistematicamente il catalogo delle stelle di Tolomeo. Sharaf al-Dawla fondò un osservatorio analogo a Baghdad. E i resoconti di Ibn Yūnus e al-Zarqali a Toledo e Cordova rivelano, per l'epoca, l'uso di sofisticati strumenti.
Fu Malik Shah I a istituire il primo osservatorio di grandi dimensioni, probabilmente a Iṣfahān. Fu qui dove ʿUmar Khayyām con molti altri collaboratori costruì un zij e formulò il calendario persiano solare, vale a dire il calendario Jalālī. Una moderna versione di questo calendario è ancor oggi in uso ufficiale in Iran.
L'osservatorio più importante fu però quello fondato da Hulagu Khan durante il XIII secolo a Maragha. Qui, Naṣīr al-Dīn al-Ṭūsī supervisionò la sua costruzione. La struttura conteneva alloggi di riposo per Hulagu Khan, così come una biblioteca e una moschea. Alcuni dei maggiori astronomi del tempo si radunarono lì e, nel giro di 50 anni, dalla loro collaborazione scaturirono importanti studi innovativi rispetto al sistema tolemaico, adottato inizialmente anche dalla scienza islamica.
Nel 1420, il principe Ulugh Beg, egli stesso astronomo e matematico, fondò un altro grande osservatorio a Samarcanda, le cui rovine sono state riportati alla luce nel 1908 dai russi che avevano conquistato il moderno Uzbekistan.
E infine, Taqī al-Dīn Muḥammad ibn Maʿrūf fondò un grande osservatorio a Istanbul nel 1577, delle stesse dimensioni di quelli di Maragha e Samarcanda. L'osservatorio però durò poco, poiché i suoi avversari e le predizioni dai cieli prevalsero; così l'osservatorio fu distrutto nel 1580. Altre fonti citano la "nascita di una fazione clericale" che si opponeva o almeno era indifferente alla scienza e, in particolare, la "raccomandazione del capo mufti" degli Ottomani, come spiegazione per la distruzione dell'osservatorio.
L'osservatorio più influente fu però fondato da Hulagu Khan durante il XIII secolo. Qui, Naṣīr al-Dīn al-Ṭūsī supervisionò la sua costruzione a Maragha. La struttura conteneva alloggi di riposo per Hulagu Khan, così come una biblioteca e una moschea. Alcuni dei maggiori astronomi del tempo si radunarono lì e, nel giro di 50 anni, dalla loro collaborazione scaturirono importanti modifiche al sistema tolemaico.

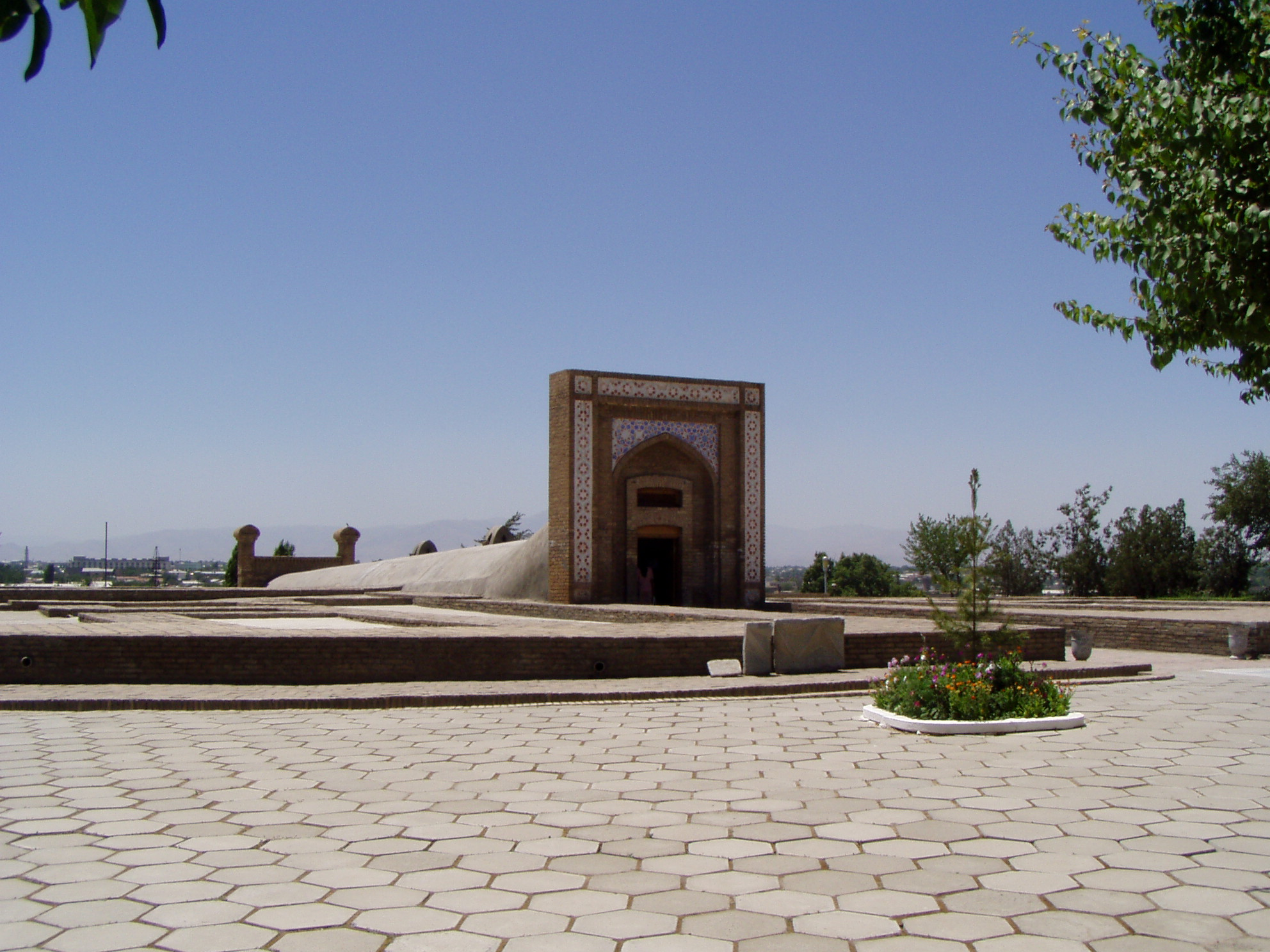
L’Osservatorio di Ulugh Beg a Samarcanda.

## Strumenti

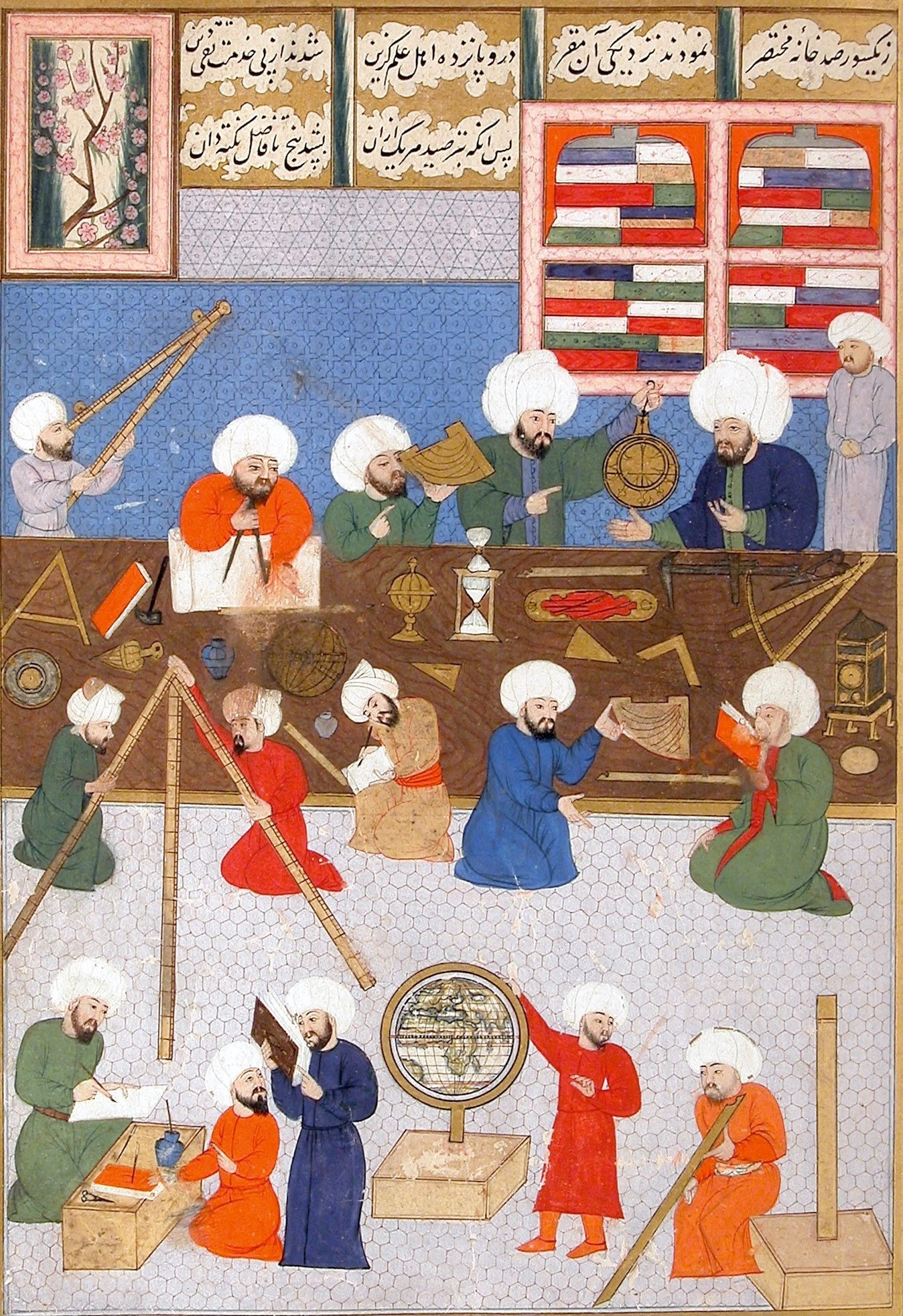
Al lavoro nell’observatorium di Taqi al-Din.

La nostra conoscenza degli strumenti utilizzati dagli astronomi musulmani è basata soprattutto sugli strumenti, sui trattati e sui manoscritti conservati in collezioni private e in musei.
I musulmani apportarono parecchi miglioramenti agli strumenti già in uso prima della loro epoca, come l'aggiunta di nuove misure più dettagliate. Il loro contributo alla strumentazione astronomica è rilevante.

### Globi celesti e sfere armillari
I globi celesti vennero utilizzati soprattutto per risolvere problemi di astronomia celeste. Oggi, 126 di tali strumenti si trovano in tutto il mondo, il più antico dei quali risale all'XI secolo. Con questi, l'altitudine del Sole, l'ascensione retta e la declinazione delle stelle possono essere calcolate, inserendo la posizione dell'osservatore sull'anello meridiano del globo.
Una sfera armillare ebbe applicazioni simili. Nessuna delle prime sfere armillari islamiche è sopravvissuta, ma furono scritti diversi trattati su "lo strumento con gli anelli". Di questo genere c'è anche un'evoluzione islamica, l'astrolabio sferico, di cui è rimasto solo uno strumento completo del XIV secolo.

### Astrolabi
Gli astrolabi in ottone ebbero sviluppo in gran parte del mondo islamico soprattutto come aiuto per trovare la qibla. Il primo esempio conosciuto è datato 315 del calendario islamico (corrispondente al 927-928 dell'E.V.). Secondo alcune testimonianze, Muḥammad b. Ibrāhīm al-Fazārī fu il primo a costruire un astrolabio nel mondo islamico. Il suo, però, fu solo un miglioramento, i Greci avevano già inventato astrolabi per tracciare le stelle. Gli Arabi poi lo adottarono durante la dinastia Abbaside e lo perfezionarono per poter determinare l'inizio del Ramadan, le ore della preghiera canonica (awqāt), e la direzione della Mecca (qibla).
Gli strumenti vennero utilizzati per mostrare il momento del sorgere del sole e delle stelle fisse. L'andaluso al-Zarqālī costruì uno strumento simile che, diversamente da quelli precedenti, non dipendeva dalla latitudine dell'osservatore, e poteva essere usato ovunque. Questo strumento divenne noto in Europa con il nome Saphea.

### Meridiane

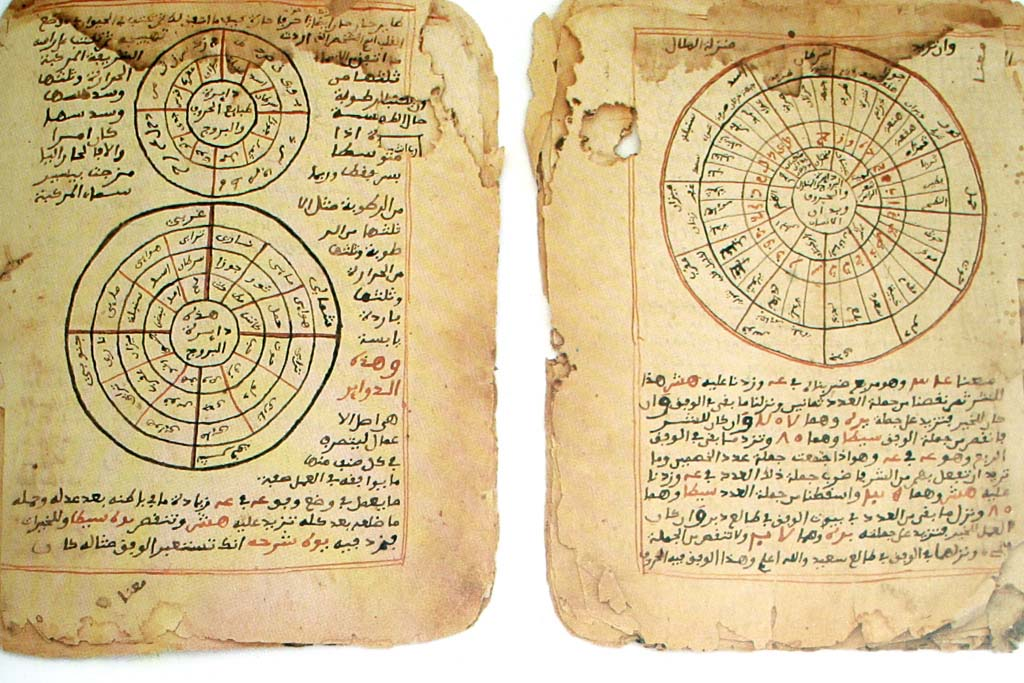
I manoscritti conservati a Timbuktu mostrano la presenza di opere di matematica e di astronomia.

I musulmani apportarono diversi e importanti miglioramenti alla teoria e alla costruzione di meridiane, che avevano ereditato dai loro predecessori indiani e greci. al-Khwārizmī predispose per questi strumenti delle tabelle che accorciavano di parecchio il tempo necessario per eseguire calcoli specifici.
Le meridiane erano spesso poste sulle moschee per indicare l'ora della preghiera. Uno degli esempi più notevoli venne costruito nel XIV secolo da ibn al-Shatir, muwaqqit (addetto al tempo d'elezione della preghiera) della Moschea degli Omayyadi a Damasco.

### Quadranti

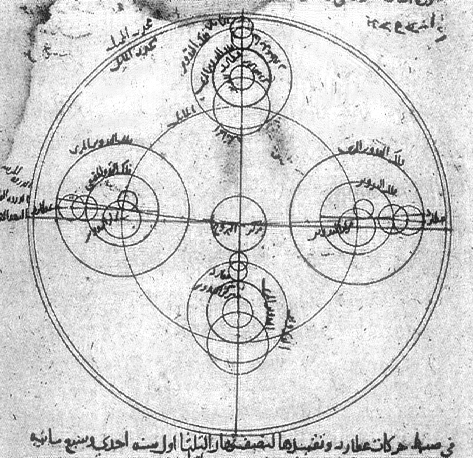
Il modello di Ibn al-Shatir per le osservazioni di Mercurio mostra la moltiplicazione degli epicicli utilizzando la coppia Tusi, eliminando così gli eccentrici e l'equante di Tolomeo.

Diverse forme di quadranti vennero inventate dai musulmani. Tra essi c'era il quadrante seno utilizzato per calcoli astronomici e varie forme di quadrante orario, utilizzato per determinare l'ora (in particolare l'ora della preghiera) da osservazioni del Sole o delle stelle. Nel nono secolo Baghdad era un centro di sviluppo dei quadranti.

### Equatorium
L'equatorium è un'invenzione islamica proveniente da al-Andalus. Quello più antico era circa del 1015. Si trattava di un dispositivo meccanico per trovare le posizioni della Luna, del Sole e dei pianeti senza calcoli, utilizzando un modello geometrico per rappresentare l'anomalia media del corpo celeste.